# C. F. Martin & Company
CF Martin & Company — американський виробник гітар. Компанія створена у 1833 році Крістіаном Фредеріком Мартіном і є відомою акустичними гітарами з пласкою верхньою декою. Компанія також виготовила мандолини, а також кілька моделей електрогітар та електричних бас- гітари, хоча жоден з цих інших інструментів в даний час не виробляється.
Історія компанії зливається з історією розвитку акустичної гітари зі сталевих струн. У 1850-х роках Крістіан Фредерік Мартін винайшов Х-подібну деку, яка залишається асоційованою з нині легендарною маркою і яку тоді використовували інші виробники.
Компанією керує сім'я Мартінів з моменту її створення. Нинішній правитель, К. Ф. 'Кріс' Мартін IV, є пра-пра-правнуком засновника Крістіана Фредеріка Мартіна (1796—1873). Останній, син німецького лютієра, емігрував у 1833 році до Нью-Йорка і оселився в Назареті (Пенсильванія) в 1838 році.

## Галерея

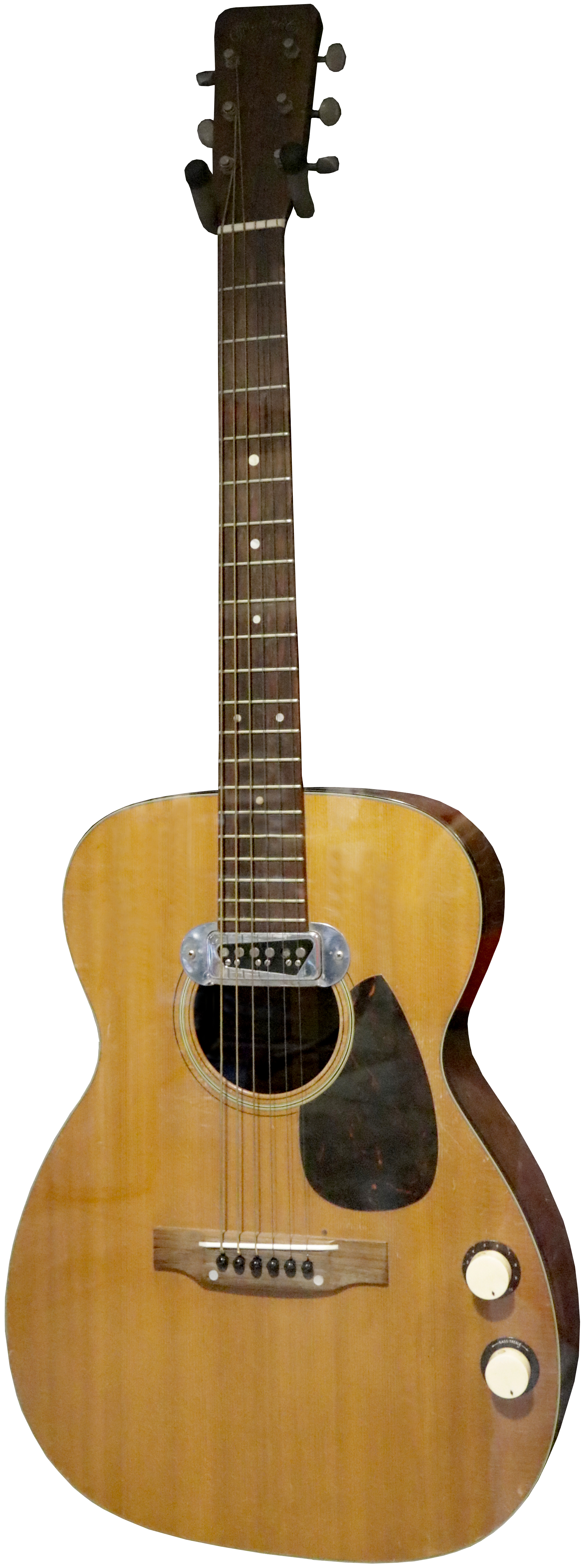
Модель 0018-E 1956, на якій грав Мадді Вотерс
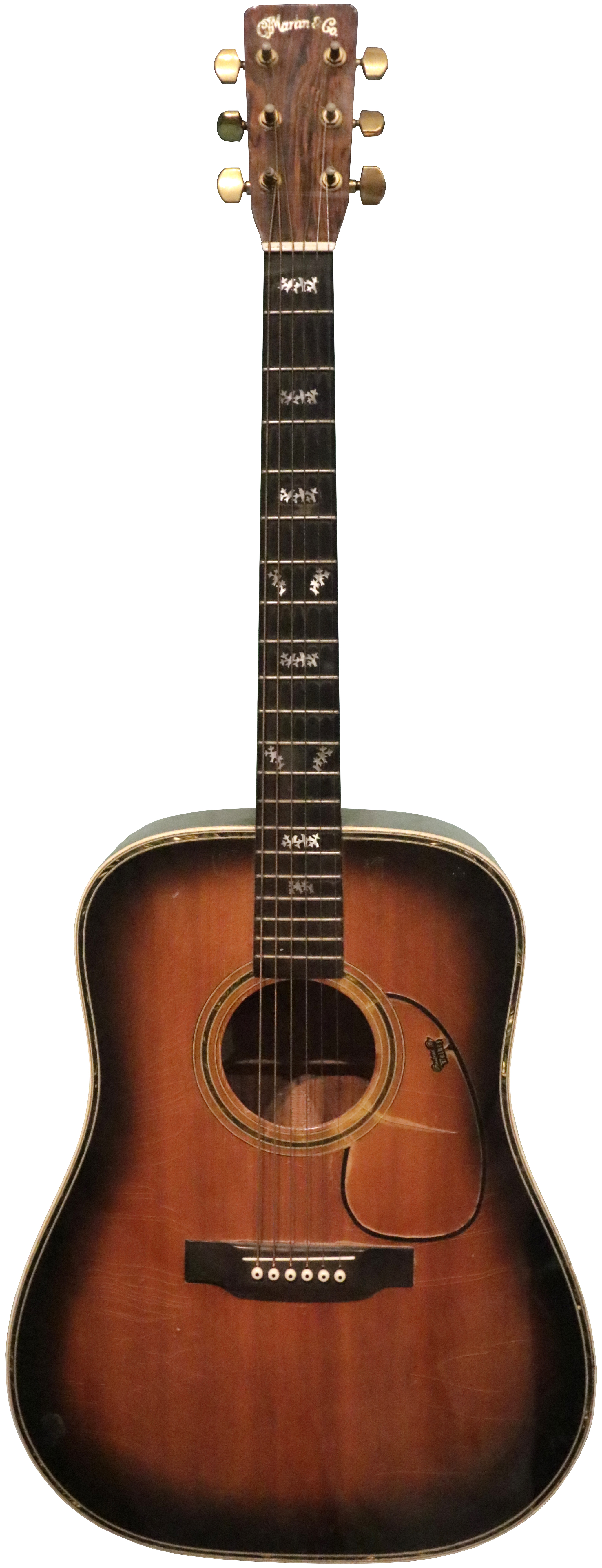
Модель D-28 на якій грав Рікі Нельсон
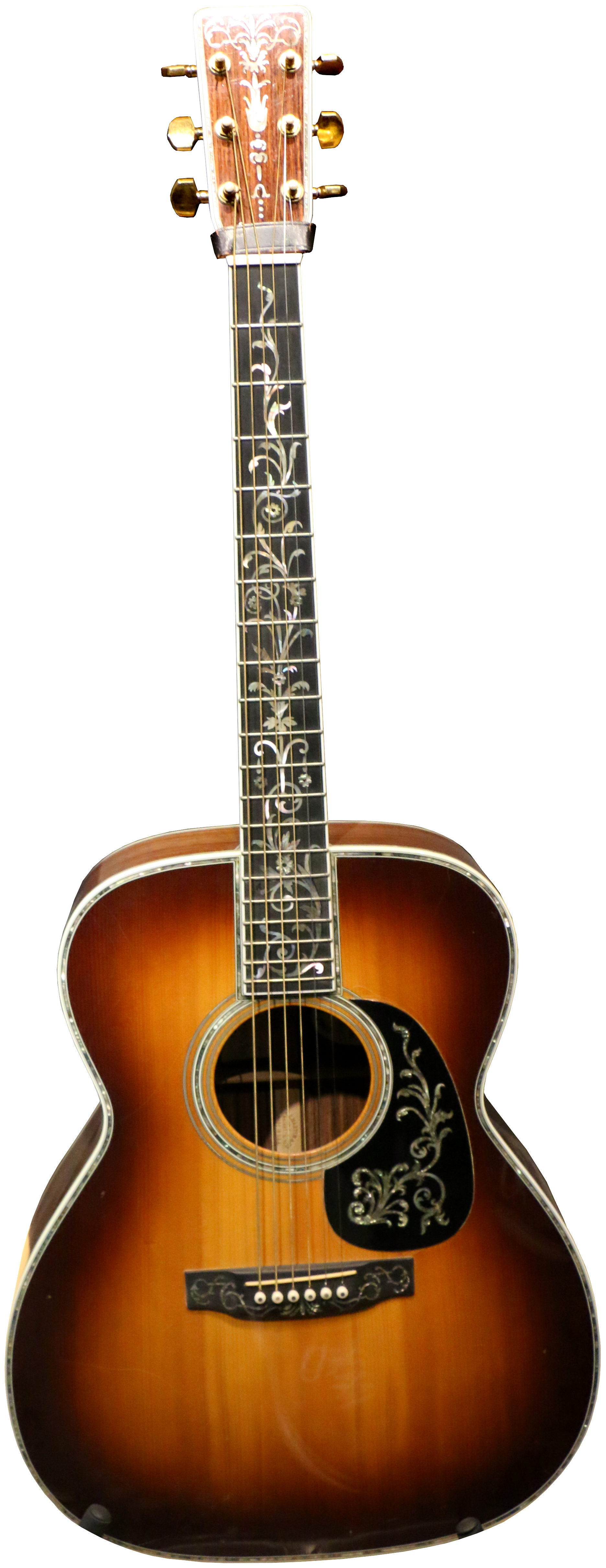
Гітара Мартіна, на якій грав Джонні Клеш
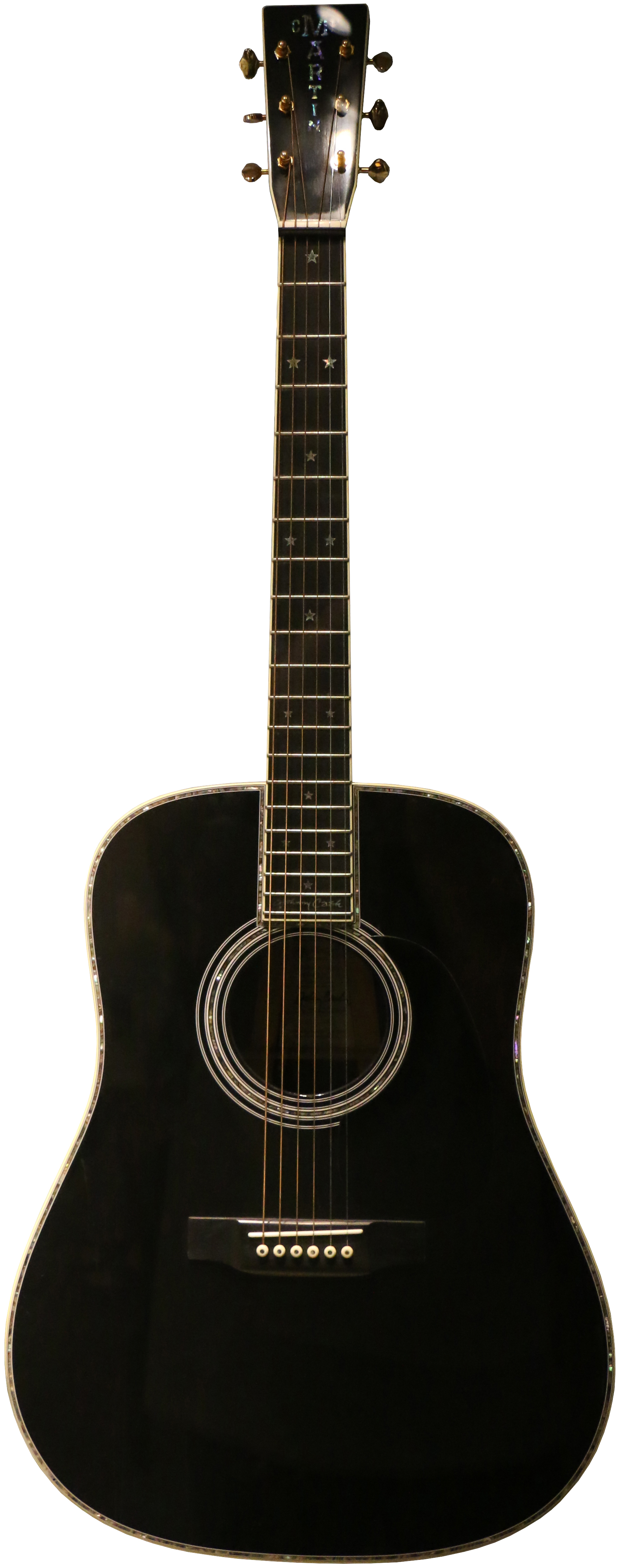
Модель D-42, на якій грав Джонні Клеш у 1997
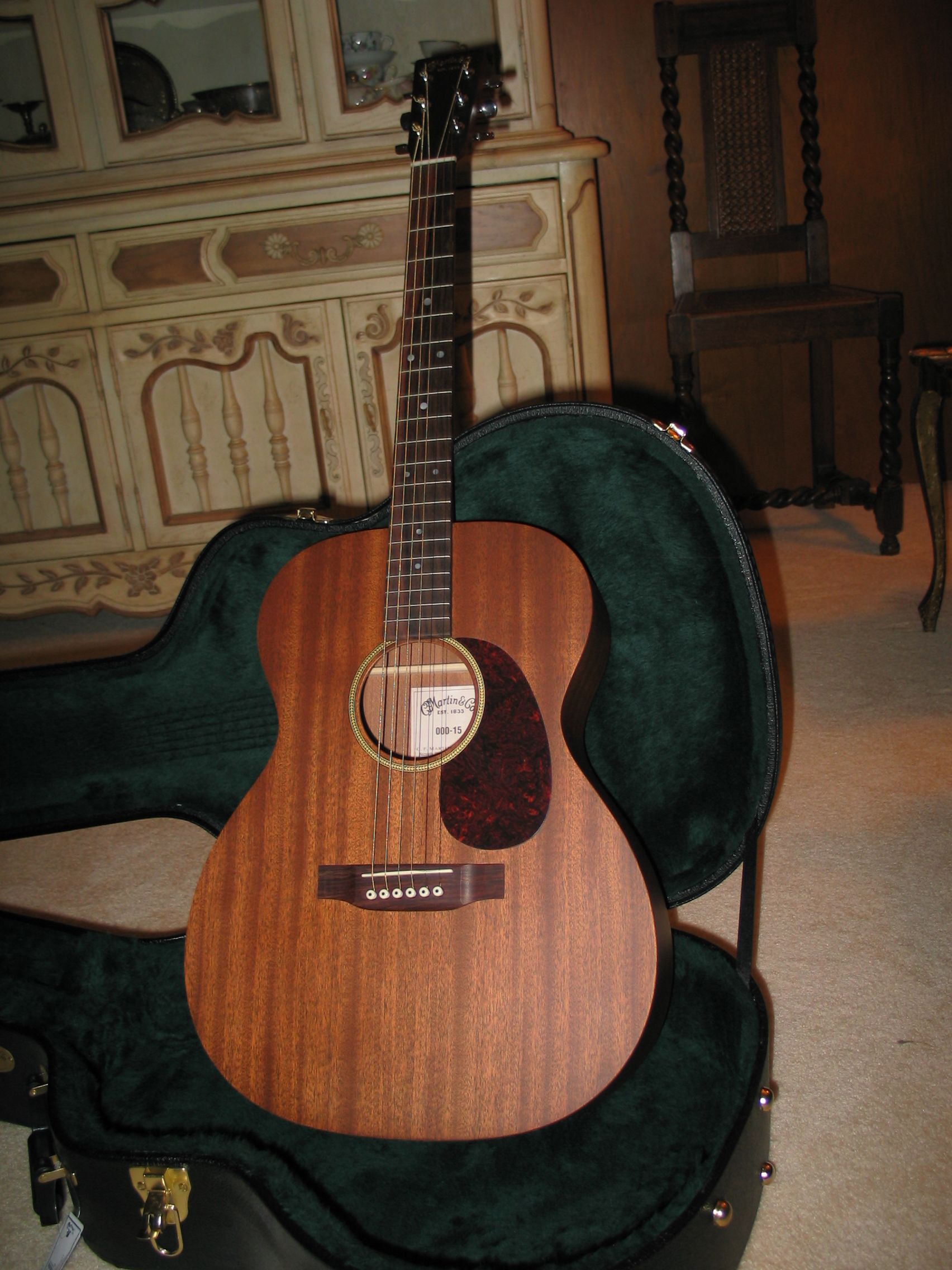
Модель 000-15
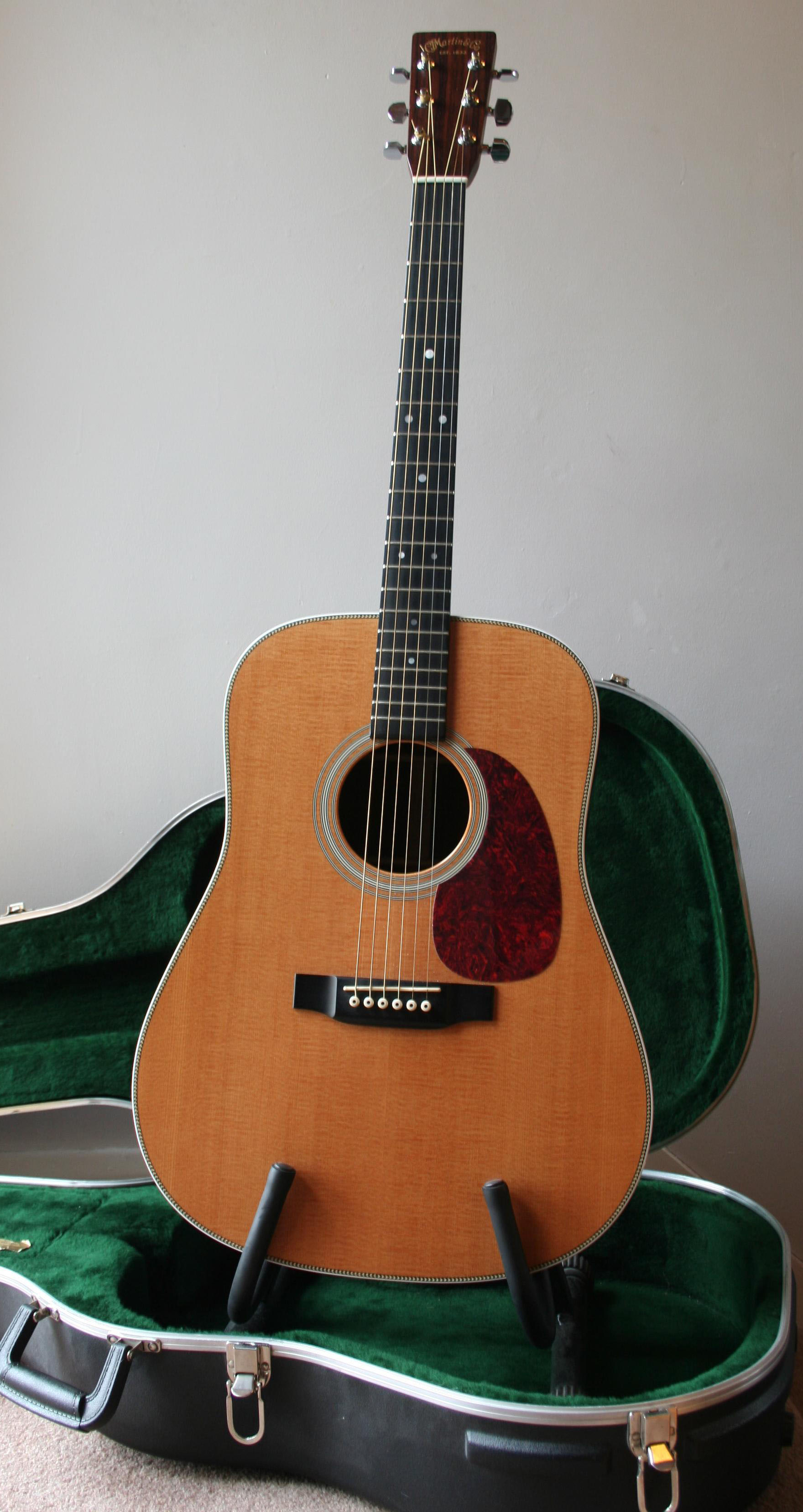
Модель HD28
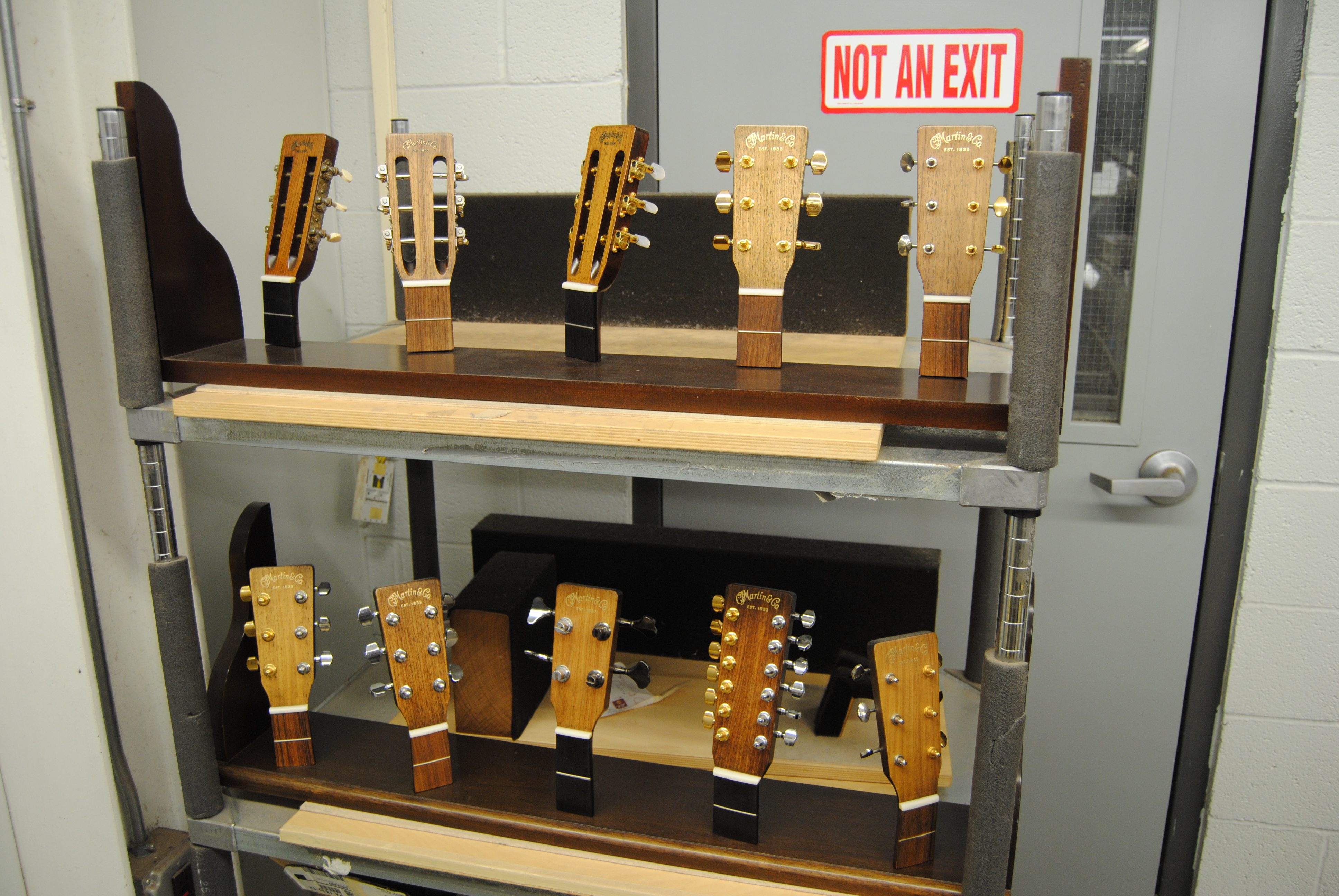
Різні головки для гітари Мартіна
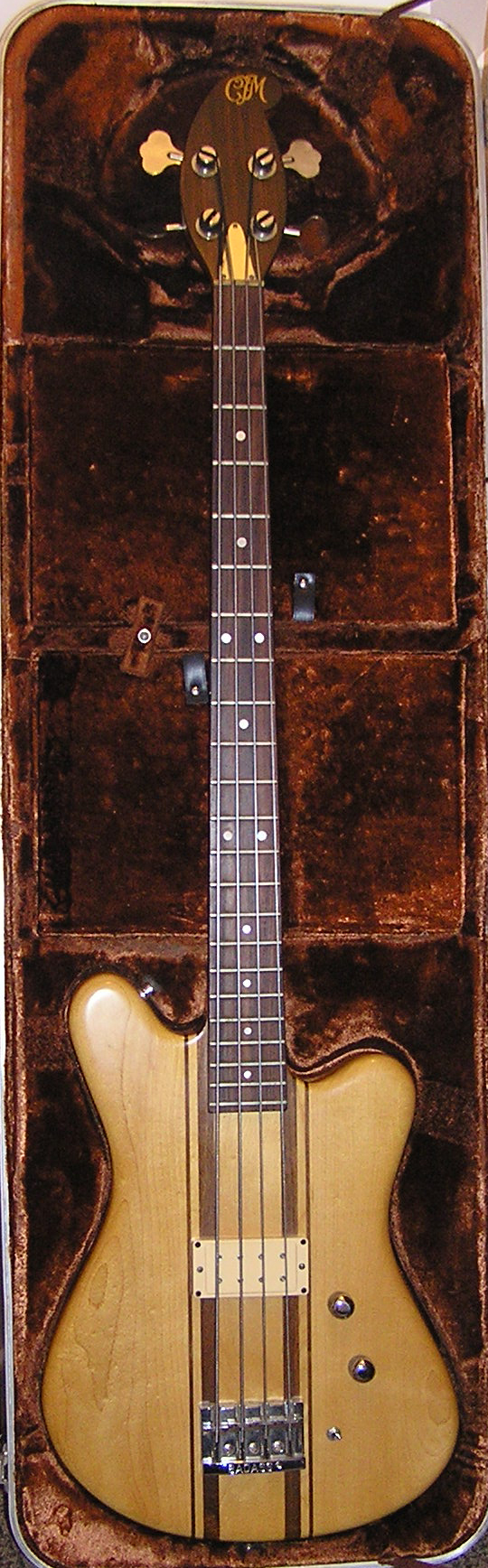
Бас-гітара EB18